# 1971 في الفلبين
فيما يلي قوائم الأحداث التي وقعت خلال عام 1971 في الفلبين.

## أحداث
- 19 يونيو – مذبحة مانيلي

## سياسة

### تعيين في المنصب
- 28 أغسطس – فرديناند ماركوس وزير الدفاع الوطني [الإنجليزية]‏.

## مواليد

### فبراير
- 14 فبراير – كريس أكينو

### أغسطس
- 6 أغسطس – انطونيو تريلانس الرابع سياسي فلبيني.

### أكتوبر
- 26 أكتوبر – بيرت باتونج ملاكم فلبيني.

## وفيات

### يونيو
- 14 يونيو – كارلوس بولستيكو غارسيا (مواليد 1896) دبلوماسي فلبيني.[1]